# Lahore Metrobus
Lahore Metrobus ist der Name des öffentlichen Busverkehrs in Lahore, Punjab, Pakistan. Der Lahore Metrobus-Service ist in den lokalen Busservice der Lahore Transport Company integriert, um als ein städtisches Unternehmen aufzutreten. Lahore Metrobus arbeitet mit der Lahore Transport Company zusammen, um einen Busverkehr flächendeckend in Lahore und Umgebung anzubieten. Die Eröffnung der Lahore Metrobus erfolgte etappenweise. Die erste Etappe, eine 27 km lange Route, wurde im Februar 2013 durch Shehbaz Sharif und dem türkischen Vize Premier, Bekir Bozdağ, eröffnet.

## Geschichte
Die Lahore Transport Company wurde 1984 gegründet, um den Verkehrsbedingungen zu vereinfachen und den Busverkehr auszubauen. Die Verantwortung für den Verkehr in Lahore erhielt das Unternehmen 2009. Die LTC führte ein erstes BRT System mit 650 Bussen ein, das jedoch keine eigene Busspur besaß und somit nicht erfolgreich war. Der Bau einer Lahore Metro wurde nach 20 Jahren intensiver Diskussion zugunsten eines Busverkehres aufgegeben. Das Istanbul Metrosystem diente bei der Planung als Vorbild. Die Pläne wurden 2011 durch pakistanische und türkische Experten ausgearbeitet. Der Bau der Lahore Metrobus wurde in verschiedene Aufträge unterteilt und an Subunternehmen ausgeschrieben. Das Unternehmen Haji Muhammad Aslam wurde mit dem Bau des Fundaments und den Trägerarbeiten beauftragt. Ein weiteres Unternehmen wurde mit dem Bau des Überführung beauftragt. Der Bau begann im März 2012 und die ersten Busverbindungen nahmen ihren Betrieb im Februar 2013 auf. Der Bau wurde mit Kosten in Höhe von Rs. 29,65 Mio. veranschlagt. Der Bau wurde als Betreibermodell zwischen Provinzregierung des Punjab und der türkischen Regierung durchgeführt. Die Eröffnung des ersten Abschnitts der Lahore Metrobus erfolgte im Februar 2014 durch Shehbaz Sharif in einer feierlichen Zeremonie, die auch vom türkischen Vize-Premier Bekir Bozdag und Nawaz Sharif besucht wurde. Der Bürgermeister von Istanbul, Kadir Topbaş gab bekannt, Pakistan 100 Busse zu schenken. Die Flotte der Lahore Metrobus besteht gegenwärtig aus 66 Bussen mit einer Geschwindigkeit von 26 km/h. Die Haltestellen der Lahore Metrobus verfügen über ein E-Ticket System. Die Nutzung der Lahore Metrobus war in der ersten Monat der Inbetriebnahme kostenfrei, wurde aber nach Chaos und Überfüllung der Busse kostenpflichtig.